# Internationella Apostoliska Helgelsekyrkan
Internationella Apostoliska Helgelsekyrkan var ett amerikanskt trossamfund i början av 1900-talet.
Det hade sina rötter i helgelserörelsen och Internationella Helgelseförbundet, bildat 1897.
Denna organisationens namn kom att ändras vid flera tillfällen:
- 1900 till Internationella Apostoliska Helgelseförbundet
- 1905 till International Apostolic Holiness Union and Churches
- 1913 till Internationella Apostoliska Helgelsekyrkan

1922 beslutade man att gå samman med Pilgrimskyrkan och anta namnet the Pilgrim Holiness Church.